# Ригоберта Менчу
Ригоберта Менчу Тум (шпански: riɣoˈβeɾta menˈtʃu; рођена 9. јануара 1959) је аутохтона феминисткиња Киче  и активисткиња за људска права из Гватемале. Менчу је свој живот посветила објављивању права аутохтоних народа Гватемале током и након грађанског рата у Гватемали (1960–1996) и међународном промовисању права домородаца.
Добила је Нобелову награду за мир 1992. године и Награду принца Астурије 1998. године, поред осталих престижних награда. Написала је аутобиографије Ја, Ригоберта Менчу (1983) и Crossing Borders (1998), између осталих дела. Менчу је УНЕСЦО-ов амбасадор добре воље. Кандидовала се за председника Гватемале 2007. и 2011. године, основавши прву аутохтону политичку странку у земљи, Винак.

## Лични живот
Ригоберта Менчу рођена је у сиромашној аутохтоној породици пореклом из Киче Маја у Лај Химелу, руралном подручју у северно-централној гватемалској провинцији Ел Куиче. Њена породица је била једна од многих домородачких породица које нису могле да се издржавају на малим комадима земље који су им остали после шпанског освајања Гватемале. Њена мајка је радила као домаћица и користила је биљке у медицинске сврхе, све док није била убијена са 53 године. Њен отац је био активиста и борац за права староседеоца Гватемале. Оба њена родитеља редовно су похађала католичку цркву, а мајка је остала веома повезана са својом духовношћу и идентитетом Маја. Менчу себе сматра савршеном мешавином оба родитеља. Она верује у многа учења Католичке цркве, али утицај мајке Маја такође је научио Менчу важност живота у складу с природом и задржавања своје културе Маја.
У периоду 1979-80. Гватемалска војска је киднаповала, зверски мучила и убила њеног брата Патронисија и њену мајку Хуану Тум Котоју. Њен отац, Висенте Менчу Перез, умро је 1980. године од последица рана које је задобио током спаљивања шпанске амбасаде, до чега је дошло након што су урбане гериле узеле таоце и напале владине снаге безбедности. У јануару 2015. године, Педро Гарсија Аредондо, бивши полицијски командант гватемалске војске, осуђен је за покушај убиства и злочине против човечности због улоге у нападу на амбасаду. 1984. године, други Ригобертин брат, Виктор, убијен је из ватреног оружја након што се предао гватемалској војсци, кад су му претили војници и он покушао да побегне.
Менчу се 1995. венчапа са Ангелом Канилом, Гватемалцем, на церемонији Маја. У јануару 1998. имали су католичко венчање; у то време сахранили су и свог сина Тз'унуна („колибри“ на мајанском језику), који је умро након превременог рођења у децембру. Усвојили су сина Масх Нахуал Ј’а („Дух воде“).

## Активизам
Од малих ногу Менчу је била активна заједно са својим оцем, залажући се за права пољопривредника путем Одбора за сељачко јединство. Менчу се често суочавала са дискриминацијом због жеље да се придружи члановима своје мушке породице у борби за правду, али мајка ју је инспирисала да и даље ствара простор за себе. Она верује да корени аутохтоног угњетавања у Гватемали потичу из питања експлоатације и колонијалног власништва над земљом. Њен рани активизам био је усредсређен на одбрану свог народа од колонијалне експлоатације.
Након напуштања школе, Менчу је радила као активиста у кампањи против кршења људских права које су починиле гватемалске оружане снаге током грађанског рата у земљи, који је трајао од 1960. до 1996. Многа кршења људских права која су се догодила током рата била су усмерена на аутохтоне народе. Жене су биле мета физичког и сексуалног насиља од стране војске.
1981. Менчу је прогнана и побегла у Мексико где је уточиште пронашла у дому католичког бискупа у Чијапасу. Менчу је наставила да организује отпор против угњетавања у Гватемали и организује борбу за права домородаца суоснивајући опозицију Уједињене Републике Гватемале. Десетине хиљада људи, углавном Индијанаца Маја, побегло је у Мексико од 1982. до 1984. године у јеку 36-годишњег грађанског рата у Гватемали.
Годину дана касније, 1982. године, испричала је књигу о свом животу, под насловом Me llamo Rigoberta Menchú y así me nació la conciencia (Моје име је Ригоберта Менчу, и тако се родила моја Свест), венецуеланској ауторки и антропологињи Елизабет Бургос, који је преведен на пет других језика, укључујући енглески и француски. Менчу је књигу испричала на шпанском, мада је научила да говори тек три године раније. Шпански је био језик који су колонизатори присилили на домородачке народе, али Менчу је настојала да савлада језик и окрене га против својих угњетача. Књига ју је учинила међународном иконом у време непрестаног сукоба у Гватемали и скренула пажњу на патњу домородачких народа под угњетавачким владиним режимом.
Менчу је био председнички амбасадор добре воље за мировни споразум из 1996. у Гватемали. Исте године добила је награду за храброст савести Abbey Peace у Бостону.
По завршетку грађанског рата у Гватемали, Менчу је водила кампању да се члановима гватемалског политичког и војног естаблишмента суди на шпанским судовима. 1999. године поднела је жалбу суду у Шпанији јер је процесуирање злочина из грађанског рата у Гватемали било практично немогуће. Ови покушаји су застали јер су шпански судови утврдили да тужиоци још увек нису исцрпели све могућности тражења правде кроз правни систем Гватемале. Шпанија је 23. децембра 2006. године позвала на изручење седам бивших чланова владе Гватемале, укључујући Ефраина Риоса Монта и Оскара Мехију, под оптужбом за геноцид и мучење. Највиши шпански суд пресудио је да се у Шпанији могу судити случајеви геноцида почињених у иностранству, чак и ако нису у питању шпански држављани. Поред смрти шпанских држављана, најозбиљније оптужбе укључују геноцид над народом Маја у Гватемали.

## Политика
12. фебруара 2007. Менчу је најавила да ће формирати домородачку политичку странку под називом и да ће учествовати на председничким изборима 2007. Била је прва Маја, аутохтона жена која се икада кандидовала на гватемалским изборима. Да је изабрана, постала би четврти аутохтони председник Латинске Америке након мексичког Бенита Хуареза, перуанског Алехандра Толеда и боливијског Ево Моралеса. На изборима 2007. Менчу је поражена у првом кругу, добивши три посто гласова.
2009. Менчу се укључила у новоосновану странку Винак. Менчу је била кандидат за председничке изборе 2011. године, али је изгубила у првом кругу, поново освојивши три процента гласова. Иако Менчу није изабрана, Винак је успео да постане прва аутохтона политичка странка у Гватемали.

## Интернационални активизам
1996. Менчу је именована за амбасадорку добре воље УНЕСКО-а као признање њеном активизму за права домородачког становништва. У том својству, деловала је као гласноговорница првог међународног десетљећа домородачких народа света (1995–2004), где је радила на унапређењу међународне сарадње у питањима као што су животна средина, образовање, здравствена заштита и људска права за домородачке народе. Менчу се 2015. састала са генералним директором УНЕСКО-а Ирином Боковом како би учврстио односе између Гватемале и организације.
Од 2003. године Менчу се укључио у аутохтону фармацеутску индустрију као председник „Salud para Todos“ („Здравље за све“) и компаније „Farmacias Similares“, с циљем да понуди генеричке лекове са ниским трошковима. Као председница ове организације, Менчу је добила одзив од великих фармацеутских компанија због своје жеље да скрати животни век одређених лекова за сиду и рак како би повећала њихову доступност и приступачност.
2006. Менчу је била један од оснивача Нобелове женске иницијативе заједно са сестром нобеловцима за мир Џоди Вилијамс, Ширин Ебади, Вангари Матхај, Бети Вилијамс и Мејрад Кориган Мекгвајер. Ових шест жена, које су представљале Северну Америку, Јужну Америку, Европу, Блиски исток и Африку, одлучиле су да обједине своја искуства у заједничким напорима за мир, правду и једнакост. Циљ је Нобелове женске иницијативе да помогне у јачању женских права широм света.
Менчу је члан PeaceJam, организације чија је мисија да користи Нобелове лауреате за мир као менторе и моделе за младе људе и пружи начин да ти лауреати поделе своје знање, страсти и искуство. Путује широм света разговарајући са младима путем PeaceJam конференција. Такође је чланица одбора за почаст Фондације Ширак откако је фондацију 2008. покренуо бивши француски председник Жак Ширак у циљу промоције светског мира.
Менчу је наставила свој активизам последњих година, према извештају Пренса Латина, настављајући да подиже свест о питањима која укључују политичку и економску неједнакост и климатске промене. Она је и даље гласноговорница за људска права, укључујући и тренутна кршења која се дешавају у Венецуели.

## Наслеђе и награде

#### Награде:
- 1992. Нобелова награда за мир за њено заговарање и рад на социјалној правди за аутохтоне народе Латинске Америке [32]
- 1992. Место амбасадора добре воље УНЕСКО-а због залагања за домородачке народе Гватемале[33]
- Менчу је постала најмлађи добитник Нобелове награде за мир у то време и први староседеоц[34]
- Награда за храброст савести за опатију мира 1996. за ауторство и залагање за домородачке народе Гватемале[35]
- Награда Принц од Астурије за 1998. годину за побољшање стања жена и заједница којима служе. (Заједно са 6 других жена.)[36]
- 1999. астероид 9481 Менчу именован је у њену част (М.П.Ц. 34354)[37]
- Орден астечког орла из 2010. за услуге пружене у Мексику[38]
- Награда Спендлове за 2018. годину за њено залагање за мањинске групе[39]

#### Публикације:
- I, Rigoberta Menchú (1983)
- Crossing Borders (1998)
- Daughter of the Maya (1999)
- The Girl from Chimel (2005) with Dante Liano, илустована од стране Domi
- The Honey Jar (2006) with Dante Liano, илустована од стране  Domi
- The Secret Legacy (2008) with Dante Liano, илустована од стране  Domi
- K'aslemalil-Vivir. El caminar de Rigoberta Menchú Tum en el Tiempo (2012)

#### Контроверзе око њеног сведочења
Више од деценије након објављивања књиге Ја, Ригоберта Менчу, антрополог Дејвид Стол истражио је Менчунину причу и тврдио да је Менчу променила неке елементе у свом животу, породици и селу како би удовољила потребама јавности за герилским покретом. Полемика коју је изазвала Столова књига добила је широку покривеност у тадашњој америчкој штампи. New York Times је у својој књизи истакао неколико тврдњи којима се супротстављају други извори:
Млађи брат за којег је госпођа Менчу рекла да је видела да умире од глади никада није постојао, док је други, за чије патње каже да су она и њени родитељи били присиљени да гледају док су га армијске трупе живог спалиле, убијен у сасвим другим околностима када породица није била присутна. Супротно тврдњи госпође Менчу на првој страници њене књиге да никада није ишла у школу и није могла да говори шпански нити да читам или пишем, она је у ствари добила школско образовање као стипендиста у два престижна приватна интерната којима управљају римокатоличке редовнице.
Многи аутори су бранили Менчу, а контроверзу су приписивали различитим интерпретацијама сведочења. Сама Менчу изјављује, „Желела бих да нагласим да то није само мој живот, то је и сведочење мог народа.“  Упркос оптужбама за чињеничне и историјске разлике, њено сведочење остаје релевантно за начине на које приказује живот аутохтоног народа Гватемале током грађанског рата.
Нобелов комитет одбацио је позиве за опозив њене Нобелове награде, одбацујући тврдње Стола да је лагала. Гир Лундестад, секретар одбора, рекао је да је Менчунина награда додељена због њеног заговарања и рада на социјалној правди, а не због њеног сведочења.
Према Марку Хоровицу, Вилијаму Јаворском и Кенету Кичаму, контроверза око Столовог извештаја о Менчу једна је од три најподељивије епизоде у новијој америчкој антрополошкој историји, заједно са контроверзама око истинитости књиге Маргарет Мидс Coming of Age in Samoa и књиге Наполеона Чањона и његовом представљању насиља међу Јаномамима.